# Vinodolia zetaevallis
Vinodolia zetaevallis е вид охлюв от семейство Hydrobiidae.

## Разпространение
Видът е разпространен в Албания и Черна гора.